# 戀愛革命 (電視劇)
戀愛革命（韓語：연애혁명）是一部韓國網路劇，由朴志訓、李樓妃、金泳勳、鄭多恩、任多榮及安道奎演出。改編自Naver同名網絡漫畫，於2020年9月1日至12月27日每週四、週日在KakaoTV、Naver系列連播30集。

## 故事简介
公主英上學第一天忘記带錢包無法搭公車，就在一籌莫展之時，身後的女同學替他付了車錢，幫他解决困難，卻反而造成女同學的麻煩。他對她一見鍾情，卻用各種騷擾的方式追求，她的朋友也是公主英的盟友，但還是得不到任何回應。
對方沒有反應也不會覺得受傷的可愛男主...就這樣....一場浪漫喜劇拉開序幕！

## 演員陣容

### 主要人物
| 演員   | 角色   | 介紹 |
| 朴志訓 | 公主英 | 小狗狗般温順圓乎乎的可愛形象，撒嬌、義氣、性格、舞蹈、唱歌、外貌兼具的直率的純情男。有時看起來慫掉，為了不讓別人討厭而戰戰兢兢。他雖然單純，但是發脾氣的話會干擾到更多人，如果王子琳或朋友們遇到困難的話也會表現出成熟穩重的一面，擁有外柔內剛的反轉魅力。只是他的所作所為會給女主添很多麻煩。                       |
| 李樓妃 | 王子琳 | 經常面無表情的她看起來只是兇巴巴的撲克臉，別説笑了！連嘴角都很少上揚的貓貓相冷美女。在國中生時期，由於第一次且不正常的戀愛而產生的心理創傷，令她幾乎只以簡短的方式與他人交流，説話非常斬釘截鐵，語調生硬又粗魯，性格與可愛的少女形象相去甚遠。但內心很脆弱，而且有些單純，所幸面對公主英的追求可以正常的鐵壁式拒絕。 |
| 金泳勳 | 李京宇 | 外貌凌厲且帥氣，是個多血質、很擅長打架、還很喜歡遊戲的人氣男。雖然裝出不在意的酷酷的樣子，但不經意地照顧別人的性格讓很多女孩子誤認為他對自己感興趣，並偷偷地欣慕。如果是至親公主英的事情，他會比任何人都先站出來幫忙，為了幫助對王子琳一見鍾情的公主英，他還會擔任戀愛教練。                                         |
| 鄭多恩 | 楊敏智 | 平凡、性格不好不壞，嘮嘮叨叨事事都要參與。她發現自己與有長處的朋友不同，沒有什麼值得炫耀的地方，因此會陷入自卑。她希望王子琳能忘掉過去的創傷和公主英在一起，並充分發揮了協助作用，之後也一如既往地支持兩人。 |
| 任多榮 | 吳阿藍 | 以拳擊作為興趣、天生肌肉力量強大的愛吃鬼。大方、帥氣又很會看眼色，性格老成會説大實話暴擊。因為特有的貪吃、義氣、隨和、突出的運動神經，而受到男生們特別的「關注」，與男生們親密無間，既搞笑又暴力。 |
| 安道奎 | 安京敏 | 戴眼鏡的平凡的男高中生。因為沒有眼力見所以經常出洋相。如果有人發生爭吵，就會上前勸阻，雖然經常開玩笑，也經常發生爭執，但不會首先引發麻煩。跟女生説一句話就以為對方對自己有興趣的真正的母胎單身。 |